# Thaeme & Thiago ao Vivo em Londrina
Título a ser usado para criar uma ligação interna é Thaeme & Thiago ao Vivo em Londrina.
Ao Vivo Em Londrina é o  primeiro álbum ao vivo da dupla Thaeme & Thiago, lançado em 2012. O show de gravação ocorreu no dia 30 de novembro de 2011, no Centro de Eventos de Londrina e lançado em 2012.

## CD

### Lista de faixas
| N.º            | Título                                       | Compositor(es)                                                  | Duração  |  |
| 1.             | "Ai Que Dó"                                  | Thiago Servo Roberto Sampaio                                    | 4:47     |  |
| 2.             | "Perdeu"                                     | Sampaio Servo Thyeres Marques Nilton Servo                      | 3:01     |  |
| 3.             | "Tchá Tchá Tchá" (Part. Cristiano Araújo)    | Servo Sampaio Ricardo Rangel Danilo Costa Marcos Garcia Marques | 2:47     |  |
| 4.             | "Opostos"                                    | Servo Thaeme Marioto                                            | 2:37     |  |
| 5.             | "E Aí" (Part. Gusttavo Lima)                 | Servo Matheus Aleixo Spártaco                                   | 4:00     |  |
| 6.             | "Nostalgia"                                  | Roberto Pedreira Sampaio Gabriel Campos                         | 2:46     |  |
| 7.             | "Para Para" (Part. Fernando & Sorocaba)      | Caco Nogueira Servo Sampaio                                     | 3:03     |  |
| 8.             | "Vidinha"                                    | Fernando Zor Sorocaba Servo                                     | 2:48     |  |
| 9.             | "365 Dias" (Part. Fernando Zor) (Violão)     | Servo Marioto                                                   | 4:03     |  |
| 10.            | "Vou Dar o Nó em Você (Arrocha)"             | Thales Lessa                                                    | 3:06     |  |
| 11.            | "Pisa Que Eu Gamo"                           | Sorocaba Servo                                                  | 2:58     |  |
| 12.            | "Fim de Noite"                               | Servo Thiago Ramos                                              | 2:53     |  |
| 13.            | "Stella"                                     | Servo                                                           | 3:32     |  |
| 14.            | "Ele Me Deu o Troco (Ela Me Deu o Troco)"    | Sampaio Thyeres Servo                                           | 2:29     |  |
| 15.            | "Apocalipse"                                 | Marcos Léo Servo                                                | 2:59     |  |
| 16.            | "Seu Chamado"                                | Servo                                                           | 3:09     |  |
| 17.            | "Barraco"                                    | Sorocaba Tatielle                                               | 2:46     |  |
| 18.            | "Eternidade"                                 | Servo                                                           | 3:19     |  |
| 19.            | "A Casa"                                     | Servo Sampaio                                                   | 3:51     |  |
| 20.            | "Pronto Pra Ser Dela (Brigadeiro de Panela)" | Bruno Silva Marlucy Ferreira Silmara Nogueira                   | 3:38     |  |
| 21.            | "Lágrimas de Felicidade / Preguiça"          | Sorocaba Servo Rodrigo Reis Izilda Susana Tutty                 | 4:01     |  |
| Duração total: | Duração total:                               | Duração total:                                                  | 01:08:00 |  |

## DVD
Este é o primeiro DVD da dupla, e possui a participação de Gusttavo Lima, Cristiano Araújo e dos padrinhos Fernando & Sorocaba,

### Lista de faixas
| N.º            | Título                                       | Compositor(es) | Duração  |  |
| 1.             | "Ai Que Dó"                                  |                | 4:47     |  |
| 2.             | "Perdeu"                                     |                | 3:01     |  |
| 3.             | "Tchá Tchá Tchá" (Part. Cristiano Araújo)    |                | 2:47     |  |
| 4.             | "Opostos"                                    |                | 2:37     |  |
| 5.             | "E Aí" (Part. Gusttavo Lima)                 |                | 4:00     |  |
| 6.             | "Nostalgia"                                  |                | 2:46     |  |
| 7.             | "Para Para" (Part. Fernando & Sorocaba)      |                | 3:03     |  |
| 8.             | "Vidinha"                                    |                | 2:48     |  |
| 9.             | "365 Dias" (Part. Fernando Zor) (Violão)     |                | 4:03     |  |
| 10.            | "Vou Dar o Nó Em Você (Arrocha)"             |                | 3:06     |  |
| 11.            | "Pisa Que Eu Gamo"                           |                | 2:58     |  |
| 12.            | "Fim De Noite"                               |                | 2:53     |  |
| 13.            | "Stella"                                     |                | 3:32     |  |
| 14.            | "Ele Me Deu O Troco"                         |                | 2:29     |  |
| 15.            | "Apocalipse"                                 |                | 2:59     |  |
| 16.            | "Seu Chamado"                                |                | 3:09     |  |
| 17.            | "Barraco"                                    |                | 2:46     |  |
| 18.            | "Eternidade"                                 |                | 3:19     |  |
| 19.            | "A Casa"                                     |                | 3:51     |  |
| 20.            | "Pronto Pra Ser Dela (Brigadeiro de Panela)" |                | 3:38     |  |
| 21.            | "Lágrimas de Felicidade / Preguiça"          |                | 4:01     |  |
| Duração total: | Duração total:                               | Duração total: | 01:08:00 |  |